# Vetepere

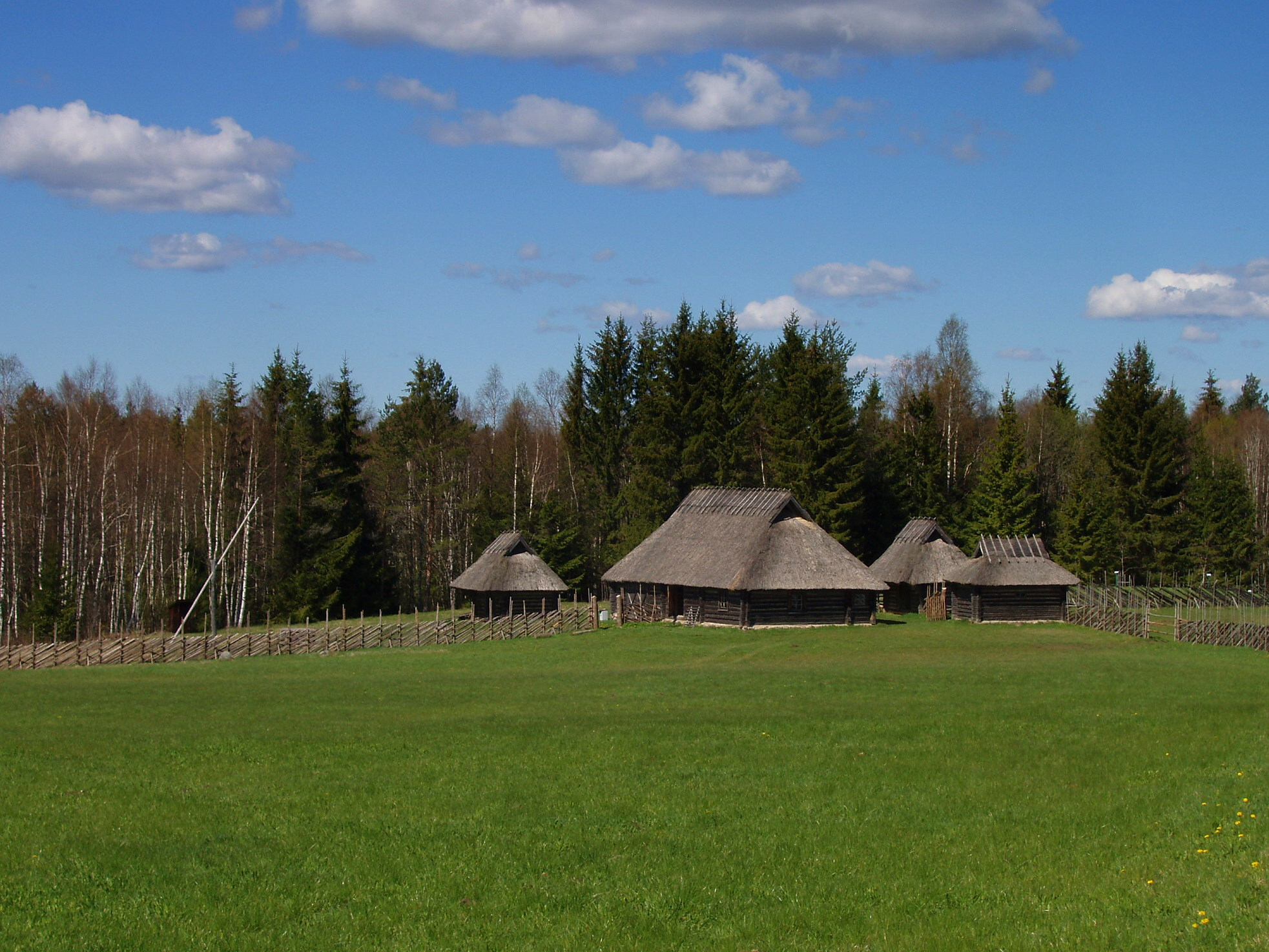
Le musée Anton Hansen Tammsaare.

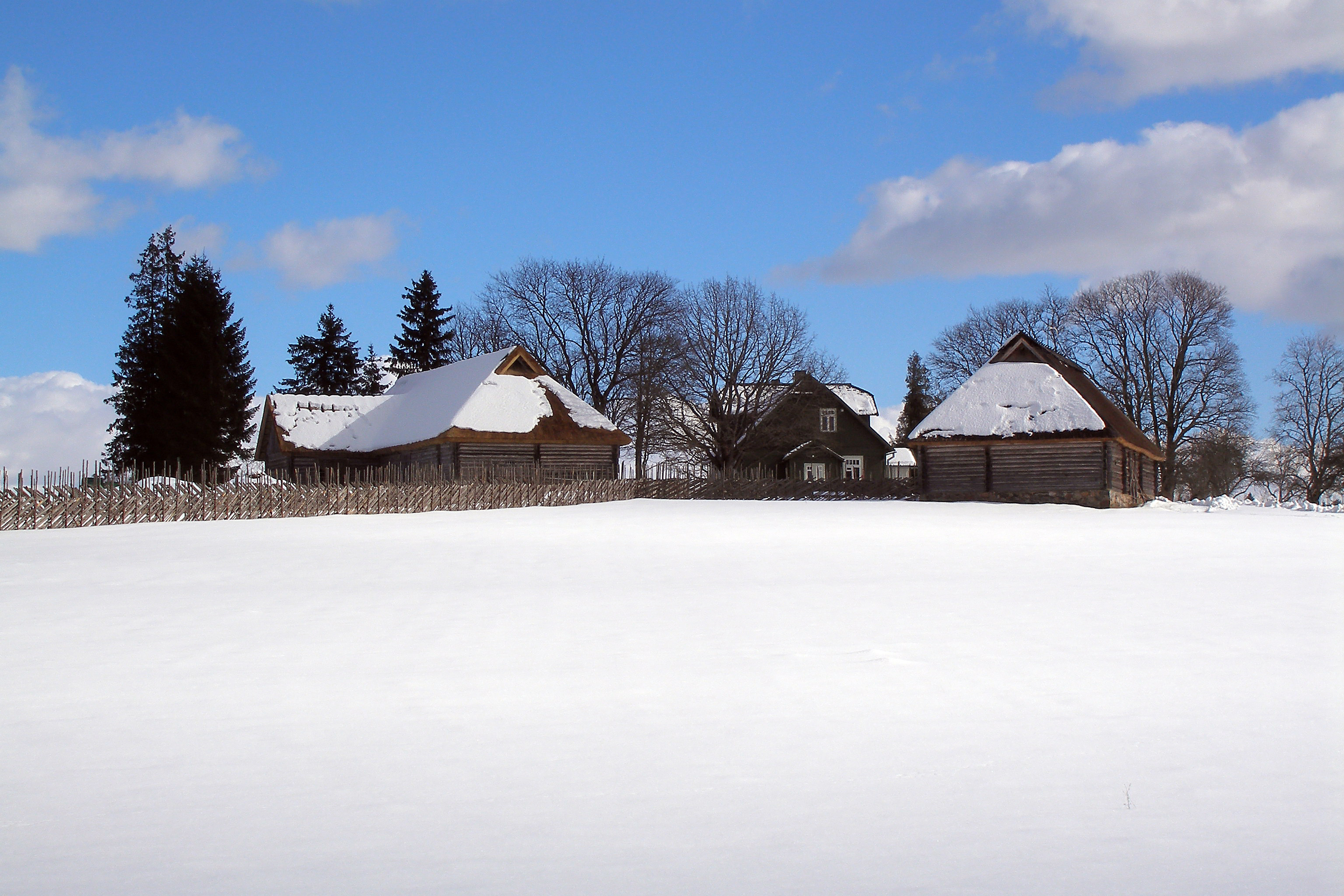
La maison de naissance de Anton Hansen Tammsaare.

Vetepere est un village de la Commune de Järva dans le Comté de Järva en Estonie.
C'est le village de naissance de l'écrivain Anton Hansen Tammsaare et on peut y visiter le musée Anton Hansen Tammsaare.